# Gambisch-nauruische Beziehungen
Dieser Artikel behandelt die Beziehungen zwischen Gambia und Nauru.

## Diplomatie
Am Rande der 67. Sitzung der Generalversammlung der Vereinten Nationen Ende September 2012 vereinbarten der nauruische Außenminister Kieren Keke und sein gambischer Amtskollege Mamadou Tangara diplomatische Beziehungen zwischen den beiden Staaten.

## Wirtschaft
Beide Staaten unterhalten Handelsbeziehungen von geringem Umfang. Zwischen 1998 und 2010 fanden lediglich Importe seitens Gambia mit einem Volumen von etwa 49.200 US-Dollar statt. Dabei handelte es sich um Kondensmilch (68 Prozent) sowie verarbeitete eihaltige Produkte (32 Prozent). Die gambischen Importe aus der Republik Nauru beliefen sich zwischen 2014 und 2018 auf insgesamt etwa 2000 US-Dollar; gambische Exporte nach Nauru fanden auch in diesem Zeitraum nicht statt.